# Diplopterys
A Diplopterys a Malpighiales rendjébe és a malpighicserjefélék (Malpighiaceae) családjába tartozó nemzetség.

## Rendszerezés
A nemzetségbe az alábbi 31 faj tartozik:
- Diplopterys amplectens (B.Gates) W.R.Anderson & C.Davis
- Diplopterys bahiana W.R.Anderson & C.Davis
- Diplopterys cabrerana (Cuatrec.) B.Gates
- Diplopterys cachimbensis (B.Gates) W.R.Anderson & C.Davis
- Diplopterys caduciflora (Nied.) W.R.Anderson & C.Davis
- Diplopterys carvalhoi W.R.Anderson & C.Davis
- Diplopterys cristata (Griseb.) W.R.Anderson & C.Davis
- Diplopterys cururuensis B.Gates
- Diplopterys erianthera (A.Juss.) W.R.Anderson & C.Davis
- Diplopterys heterostyla (A.Juss.) W.R.Anderson & C.Davis
- Diplopterys hypericifolia (A.Juss.) W.R.Anderson & C.Davis
- Diplopterys krukoffii (B.Gates) W.R.Anderson & C.Davis
- Diplopterys leiocarpa (A.Juss.) W.R.Anderson & C.Davis
- Diplopterys longialata (Nied.) W.R.Anderson & C.Davis
- Diplopterys lucida (Rich.) W.R.Anderson & C.Davis
- Diplopterys lutea (Griseb.) W.R.Anderson & C.Davis
- Diplopterys mexicana B.Gates
- Diplopterys nigrescens (A.Juss.) W.R.Anderson & C.Davis
- Diplopterys nutans (Nied.) W.R.Anderson & C.Davis
- Diplopterys patula (B.Gates) W.R.Anderson & C.Davis
- Diplopterys pauciflora (G.Mey.) Nied.
- Diplopterys peruviana (Nied.) W.R.Anderson & C.Davis
- Diplopterys platyptera (Griseb.) W.R.Anderson & C.Davis
- Diplopterys populifolia (Nied.) W.R.Anderson & C.Davis
- Diplopterys pubipetala (A.Juss.) W.R.Anderson & C.Davis
- Diplopterys rondoniensis (B.Gates) W.R.Anderson & C.Davis
- Diplopterys schunkei (B.Gates) W.R.Anderson & C.Davis
- Diplopterys sepium (A.Juss.) W.R.Anderson & C.Davis
- Diplopterys valvata (W.R.Anderson & B.Gates) W.R.Anderson & C.Davis
- Diplopterys virgultosa (Mart. ex A.Juss.) W.R.Anderson & C.Davis
- Diplopterys woytkowskii (B.Gates) W.R.Anderson & C.Davis